# Karl Wilhelm (botaniste)
Pour les articles homonymes, voir Karl Wilhelm et Wilhelm.
Karl Adolf Wilhelm (1848–1933) est un botaniste et mycologue autrichien.